# إيفان بوليان
إيفان بوليان (بالكرواتية: Ivan Buljan)‏ ، من مواليد 11 ديسمبر 1949 ، لاعب كرة قدم يوغسلافي سابق.
لعب مع منتخب يوغسلافيا لكرة القدم.

## مسيرته الكروية
لعب إيفان بوليان خلال مسيرته الاحترافية مع 3 أندية في ستة عشر موسمًا وسجل خلالها 39 هدفًا ضمن 318 مباراة. حيث فاز في خمسة مواسم بالكأس وفي خمسة مواسم بالدوري.
خاض إيفان بوليان مسيرته مع نادي هايدوك سبليت في موسم 1967–68 ليلعب معه عشرة مواسم، مشاركًا في 192 مباراة سجل خلالها 14 هدفًا. ثم انتقل إلى نادي هامبورغ في موسم 1977–78 ليلعب معه أربعة مواسم، حيث شارك في 103 مباراة سجل خلالها 22 هدفًا. لينتقل بعدها إلى New York Cosmos (2010) ‏ في عامي 1981-1983 ولمدة موسمين، مشاركًا في 23 مباراة سجل خلالها 3 أهداف.

## روابط خارجية
- إيفان بوليان على موقع الاتحاد الدولي (مؤرشف)  (الإنجليزية)
- إيفان بوليان على موقع الاتحاد الأوربي (الإنجليزية)
- إيفان بوليان على موقع قاعدة بيانات كرة القدم.إي يو (الإنجليزية)
- إيفان بوليان على موقع بيانات كرة القدم. دي إي (الألمانية)
- إيفان بوليان على موقع ناشيونال فوتبول تيمز (الإنجليزية)
- إيفان بوليان على موقع عالم كرة القدم.نت (الإنجليزية)
- إيفان بوليان على موقع كووورة